# Miguel Paternain
Miguel Paternain, C.SS.R. (16 de novembre de 1894 – 21 d'octubre de 1970) va ser un sacerdot catòlic uruguaià i el tercer bisbe de Florida entre 1929 i 1960.

## Biografia
Nascut a Minas, al departament de Lavalleja, Paternain va cursar estudis religiosos a Espanya i va fundar nombroses parròquies en zones rurals de l'Uruguai. Va viure tres anys a Melo i més endavant es traslladaria a Florida per ocupar el càrrec de bisbe.